# Przeklęty syn
Przeklęty syn (oryg. fr. L’Enfant maudit) – opowiadanie Honoriusza Balzaka z cyklu Komedia ludzka, stanowiące część Studiów filozoficznych, wydane po raz pierwszy w 1831.

## Treść
Koniec XVI wieku, Normandia, Jeanne d’Hérouville rodzi swojemu o wiele starszemu mężowi syna Stefana, po czym sama umiera. Pozbawiony opieki matki chorowity syn od początku spotyka się jedynie z niechęcią ze strony ojca, dumnego i odrażająco brzydkiego magnata. Delikatny i wrażliwy Stefan spędza więcej czasu w rybackich chatach lub nad brzegiem morza niż w rodzinnym zamku, zakochując się z wzajemnością w Gabrieli de Beauvouloir. Nieoczekiwanie jego starszy brat Maksymilian ginie na wojnie, co sprawia, że stary ojciec, owładnięty obsesją trwałości rodowej, nagle zaczyna interesować się niekochanym synem i aranżuje jego małżeństwo z panną de Grandlieu. Dowiedziawszy się jednak o miłości Stefana i Gabrieli, doprowadza do śmierci obojga, a następnie sam poślubia niedoszłą żonę swojego syna mimo ogromnej różnicy wieku.

## Cechy utworu
Podobnie jak w Szuanach, w Przeklętym synu Balzak zamierzał ukazać przez pryzmat dramatycznych wydarzeń klimat minionej epoki. W pierwotnych planach autora to właśnie historyczna płaszczyzna dzieła miała odgrywać w nim podstawową rolę. Równolegle jednak utwór wpisuje się w rozważania prowadzone w wielu tomach Komedii ludzkiej dotyczące schematów życia rodzinnego wielkich rodów, odgórnego decydowania o losie dzieci przez rodziców, niszczenia ich życia w imię bezwzględnych dążeń do zachowania rodowej ciągłości, lub jeszcze częściej – wzbogacenia się. Ta wywołana przez bezwzględny materializm tragedia zostaje w utworze dodatkowo udramatyzowana poprzez nagromadzenie scen o dużym ładunku emocjonalnym lub teatralnym wręcz przebiegu (w tym scena finałowa). Dzieło nosi zatem wyraźne wpływy tradycji romantycznej oraz francuskiej powieści gotyckiej, z której Przeklęty syn czerpie swoją scenerię (średniowiecze, zamek podupadłego rodu). W dziele tym Balzak dokonuje również wyraźnego wartościowania bohaterów, podkreślając naturalną dobroć ludu oraz wychowanego poza zamkiem Stefana, w ostrym kontraście z postawą arystokracji.